# (37157) 2000 VD61
2000 VD61 (asteroide 37157) é um asteroide da cintura principal. Possui uma excentricidade de 0.10051070 e uma inclinação de 4.98843º.
Este asteroide foi descoberto no dia 2 de novembro de 2000 por LINEAR em Socorro.